# شهرستان کشر
ناحیهٔ کشر (به عربی: مدیریة کشر) یک ناحیه در یمن است که در استان حجه واقع شده‌است. شهرستان کشر ۷۴٬۱۷۶ نفر جمعیت دارد.